# Josia insincera
Josia insincera là một loài bướm đêm thuộc họ Notodontidae. Nó là loài đặc hữu của Venezuela.
Ấu trùng ăn Passiflora biflora.